# Бруси (гміна)
Гміна Бруси (пол. Gmina Brusy) — місько-сільська гміна у північній Польщі. Належить до Хойницького повіту Поморського воєводства.
Станом на 31 грудня 2011 у гміні проживало 14047 осіб.

## Територія
Згідно з даними за 2007 рік площа гміни становила 400.74 км², у тому числі:
- орні землі: 31.00%
- ліси: 57.00%

Таким чином, площа гміни становить 29.37% площі повіту.

## Населення
Станом на 31 грудня 2011:
| Опис     | Загалом | Загалом | Чоловіки | Чоловіки | Жінки | Жінки |
| -------- | ------- | ------- | -------- | -------- | ----- | ----- |
| одиниця  | осіб    | %       | осіб     | %        | осіб  | %     |
| все      | 14047   | 100     | 7026     | 50.02    | 7021  | 49.98 |
| міське   | 5001    | 100     | 2470     | 49.39    | 2531  | 50.61 |
| сільське | 9046    | 100     | 4556     | 50.36    | 4490  | 49.64 |

## Сусідні гміни
Гміна Бруси межує з такими гмінами: Дземяни, Карсін, Ліпниця, Студзеніце, Хойніце, Черськ.